# Mayita Campos
Mayita Campos (Santiago de Chile) es una cantante mexicana de origen chileno que hizo carrera en México.

## Trayectoria
Inició su carrera musical en 1965, cuando ganó un concurso organizado por Radio Minería en Santiago de Chile, razón por la que ganó la oportunidad de cantar en la radio y conducir un programa dedicado al rock and roll llamado Savoy Hits. Grabaría con la compañía Odeón un EP con las canciones «Las estrellas» y «Al compás de los dedos» Por influencia de su padre, el actor Enrique Campos «El Chilote» se integró al Teatro Ensayo de la Universidad Católica (hoy Teatro UC), compañía con la que viajó a México. Avecindada en este país siguió su carrera, consiguiendo debutar en el programa Operación Ja Ja, que conducía Manuel "El Loco" Valdés" —quien le llamaría Mayita, nombre artístico que adoptaría— formando parte del mismo junto al comediante y al actor Zamorita. En el, interpretó canciones de los géneros soul y blues.
Tras ello grabaría un EP con su hermano Kiko Campos para la discográfica RCA, mismo que contendría sus primeros éxitos en 1966: «Lentamente» y «Señor locutor» así como los temas «La taza de té» y «No te gustó». Formó junto a su hermano Kiko el grupo  Sonido 5, una agrupación vocal que interpretó éxitos de The Beatles y The Mamas and The Papas, entre otros. Integraría el grupo Soul Force, liderado por Javier Bátiz y el grupo Los Esclavos, con el cual viajaría a Estados Unidos.
En 1971 se presentó en el Festival de Avándaro con el grupo Los Yaki. En 1995 grabó el disco Un mundo sin hambre como la voz principal de Ginebra Blues Band.

## Discografía

### Colaboraciones
José José y mayita: el Príncipe (LP,1977)

#### Con Kiko Campos y Los Dug Dug's
- Mayita y Kiko Campos (EP, 1966)

#### Con Ginebra Blues Band
- Un mundo sin hambre (1998)